# Rok świetlny
Rok świetlny – jednostka odległości stosowana w astronomii. Jest równy odległości, jaką pokonuje światło w próżni w ciągu jednego roku juliańskiego (365,25 dnia, 31 557 600 sekund).
W przeliczeniu na inne jednostki:
1 rok świetlny = 0,3066 pc = 63241 au = 9,4607×1015 m
czyli

≈ 9,5 petametra (Pm)

≈ 9,5 biliona km

≈ 9,5 biliarda m

## Symbol jednostki
Nie ma ustalonego symbolu jednostki roku świetlnego. W literaturze angielskojęzycznej, zgodnie z broszurą BIPM używa się skrótu „l.y.” Międzynarodowa Unia Astronomiczna oficjalnie uznaje użycie skrótu bez kropek („ly”). W języku polskim używa się głównie pełnej nazwy.

## Odległości
- Odległość od Ziemi do Księżyca światło pokonuje w ok. 1,3 s, co powodowało opóźnienia w komunikacji podczas misji załogowych Apollo.
- Około 8 minut i 20 sekund zajmuje światłu podróż ze Słońca do Ziemi.
- Najbliższa Słońcu znana gwiazda, Proxima Centauri jest położona w odległości 4,22 lat świetlnych od Słońca.
- Średnica Drogi Mlecznej wynosi w przybliżeniu 100 000 lat świetlnych.
- Kandydatem na najbardziej odległy obiekt zaobserwowany z Ziemi jest galaktyka HD1, odkryta w 2022 roku, oddalona o ok. 13,5 miliarda lat świetlnych od Ziemi[4], podobnie odległym obiektem jest również galaktyka GN-z11, która została zaobserwowana w 2016 roku[5].
- Średnica obserwowalnego Wszechświata to 93 mld ly[6].